# James Zimbelman
James Ray Zimbelman (* 10. September 1954 in Jamestown, North Dakota) ist ein US-amerikanischer Astrogeologe.

## Leben
James Zimbelman erhielt 1976 einen Bachelor (B.A.) in Physik und Mathematik vom Northwest Nazarene College in Nampa, Idaho, 1978 einen Master (M.S.) in Geophysik und Astrophysik von der University of California, Los Angeles und erlangte 1984 seinen Doktor (Ph.D.) in Geologie an der Arizona State University in Tempe, Arizona. Nach 4 Jahren am Lunar and Planetary Institute in Houston, Texas (1984–1986 als Gastdozent, 1986–1988 als wissenschaftlicher Mitarbeiter) nahm er 1988 eine Stelle als Geologe, speziell als Astrogeologe, am Center for Earth and Planetary Studies am National Air and Space Museum der Smithsonian Institution in Washington, D.C. an, die er noch bis heute innehat. Seine Forschungsschwerpunkte sind die Kartografie sowie die Vulkanologie der Planeten.
Während seiner wissenschaftlichen Laufbahn war James Zimbelman Mitglied in einigen Arbeitsgruppen der NASA: der Planetary Cartography Working Group (Chairman 1991–1994), der Venus Geologic Mapping Steering Group (1992–1995) und der RPIF Directors and Data Managers Group (Chairman 1994–1997). Von 1997 bis 2009 fungierte er auch als Co-Chairman der Planetary Cartography Working Group der International Cartographic Association (ICA). Von Oktober 2002 bis Februar 2007 war er Chairman des Center for Earth and Planetary Studies.
James Zimbelman ist Mitglied der American Geophysical Union (1985), der Geological Society of America (1987, seit 1999 Ehrenmitglied), die ihm für 2020 ihren G. K. Gilbert Award zusprach, und der International Association of Volcanology and Chemistry of the Earth’s Interior (1995). Zimbelman war von 1995 bis 2009 Mitglied der International Cartographic Association.

## Werke (Auswahl)
- James R. Zimbelman, Tracy K. P. Gregg (Hrsg.): Environment Effects on Volcanic Eruptions. From Deep Oceans to Deep Space. Kluwer Academic/Plenum Publishers, New York 2000, ISBN 0-306-46233-8 (englisch, 266 S., Reprint: Springer Science+Business Media, New York 2000, ISBN 978-1-4613-6862-5).
- Ralph D. Lorenz, James R. Zimbelman: Dune Worlds. How Windblown Sand Shapes Planetary Landscapes. Springer-Verlag, 2014, ISBN 978-3-540-89724-8, ISSN 1615-9748, doi:10.1007/978-3-540-89725-5 (englisch, 308 S.).

### Online
- James Ray Zimbelman. (PDF) Curriculum Vitae. In: National Air and Space Museum. 2013, abgerufen am 25. September 2016 (englisch).
- James R. Zimbelman: Mapping terrestrial planets. (PDF) In: International Innovation, Issue 145. Juli 2014, S. 55–57, abgerufen am 25. September 2016 (englisch, Interview auf Seite 55).